# Карпентер, Сабрина
Сабри́на Эннлинн Ка́рпентер (англ. Sabrina Annlynn Carpenter; род. 11 мая 1999, Квакертаун, Пенсильвания, США) — американская актриса и певица. Сабрина известна ролью Майи Харт в сериале канала Дисней «Истории Райли». Она выпустила 6 студийных альбомов: «Eyes Wide Open» (2015), «Evolution» (2016), «Singular: Act I» (2018), «Singular: Act II» (2019), «Emails I Can't Send» (2022), «Short ‘n Sweet» (2024).
В 2024 году её синглы «Espresso» и «Please Please Please» возглавили Billboard Global 200, заняли третье и первое место в Billboard Hot 100 соответственно, а также первое и второе место в британском чарте, благодаря чему Сабрина стала первой женщиной, удерживающей первое и второе место в британском чарте синглов в течение трёх недель подряд.
6 августа 2024 года сингл Сабрины «Espresso» набрал миллиард прослушиваний в Spotify. Только двум песням в истории удалось сделать это быстрее: «Flowers» Майли Сайрус и «Seven» Джонгука.

## Ранние годы
Сабрина родилась 11 мая 1999 года в Квакертауне, округ Бакс, штат Пенсильвания в семье Элизабет и Дэвида Карпентеров. Сабрина росла в городе Ист-Гринвилл, округ Монтгомери, штат Пенсильвания. Её мать, Элизабет, работает мануальным терапевтом, но в молодости пробовала работать танцовщицей и брала уроки вокала. В детстве Сабрина тоже много занималась танцами, а первым учителем вокала Сабрины был учитель её мамы. Отец Сабрины также пробовал заниматься музыкой и создавал свою группу. Родители поддерживали Сабрину в её желании стать певицей, Карпентер занималась музыкой с 6 лет. У Сабрины три старшие сестры — Сара, Кайла и Шеннон. Она племянница актрисы Нэнси Картрайт.

## Карьера

### 2009–2017: Первые релизы и Канал Disney
Первая роль Карпентер на телевидении была в 2010 году на канале NBC в сериале «Закон и порядок: Специальный корпус», она играла жертву изнасилования Полу.
5 августа 2010 года Карпентер опубликовала на YouTube-канале песню «Catch my Breath», это была её первая песня. Кроме того на своём YouTube-канале Сабрина публиковала каверы и призывала проголосовать за себя на конкурсе певицы Майли Сайрус «The Next Miley Cyrus Project», в котором она впоследствии заняла третье место. Одно из видео на её канале набрало миллион просмотров. В том же возрасте она выступила в прямом эфире на китайском телевидении Hunan Broadcasting System для фестиваля Gold Mango Audience. Она исполнила песню Этты Джеймс «Something’s Got A Hold On Me».
В 2012 году Сабрина приняла участие в озвучке мультсериала «Финес и Ферб».
В 2013 году Сабрина сыграла эпизодическую роль молодой Хлои в сериале канала Fox «Игры Гудвина». Также она была приглашена на роль Айрис в сериале канала Дисней «Гулливер Куинн» и на роль Харпер в пилотной серии сериала канала ABC «Непрофессионал». Сабрина играла Меррин Уильямс в 13 лет в фильме «Рога». Также она записала песню «Smile» для мультфильма «Феи». Она имела постоянную роль в мультфильме «София Прекрасная», где она озвучивала принцессу Вивиан, в последствии она с Ариэль Уинтер записала песню «All You Need», которая стала саундтреком к мультфильму. Кроме того Карпентер была ведущей танцовщицей в Just Dance Kids 2. В январе 2013 года Карпентер была приглашена в сериал канала Дисней «Истории Райли» на роль Майи Харт.
В 2014 году Карпентер подписала контракт с Hollywood Records. 14 марта на радиостанции канала Дисней «Radio Disney» и на iTunes был выпущен дебютный сингл «Can’t Blame A Girl For Trying». 8 апреля вышел одноимённый EP, который был хорошо принят публикой.
Карпентер выпустила саундтрек к сериалу «Истории Райли» под названием «Take On The World» в записи которого приняла участие Роуэн Бланчард. Сабрина записала песню «Stand Out» для фильма канала Дисней «Как создать идеального парня», премьера фильма состоялась 20 июля 2014 года. В том же году она выпустила свой первый рождественский сингл «Silver Nights». 20 июля 2014 года она приняла участие в записи кавер-версии песни «Do You Wanna Build A Snowman» с актёрами канала Дисней. В январе 2015 года было объявлено, что Сабрина Карпентер и София Карсон будут сниматься в фильме «Дальнейшие приключения няни».
22 февраля 2015 года Сабрина объявила о выходе дебютного альбома под названием «Eyes Wide Open», первым его синглом стала песня «We’ll Be The Stars», релиз сингла состоялся 13 января 2015 года. Альбом первоначально должен был выйти 21 апреля, но дата выхода была перенесена и альбом вышел 14 апреля 2015 года. Альбом получил положительные отзывы, занял 43 место в чарте Billboard 200, 31 в Billboard Top Album Sales и 14 в Billboard Digital Albums. В первую неделю было продано более 12,000 копий альбома.
В 2016 году Карпентер выступила в качестве хедлайнера на музыкальном фестивале Bethlehem Musikfest и собрала более 4000 человек. В том же году Сабрина стала актрисой озвучки мультсериала «Закон Мерфи».
29 июля 2016 Сабрина выпустила сингл «Smoke and Fire», который должен был стать частью грядущего альбома «Evolution», но в итоге не вошёл в него. 29 июля 2016 был выпущен главный сингл второго альбома «On Purpose». Вторым синглом альбома стала песня «Thumbs», которая также стала первым синглом Сабрины, получившим золотую сертификацию в США. Позже он был сертифицирован, как платиновый. «Thumbs» достиг 28 места в чарте Pop Airplay. Второй студийный альбом под названием «Evolution» вышел 14 октября 2016 года. Альбом дебютировал с 28 строчки чарта Billboard 200, в первую неделю было продано более 11,500 копий. Осенью 2016 года Сабрина отправилась в свой первый концертный тур в качестве хедлайнера, Evolution Tour.
В марте 2017 года Карпентер исполнила заглавную песню для шоу Энди Мак на канале Disney. В 2017 году Карпентер с Жасмин Томпсон записали кавер на песню Гарри Стайлза «Sign of the Times». В том же году вышли песня «Hands», написанная совместно с The Vamps и Майком Перри, и сингл «Why», который был положительно оценён критиками. «Why» был номинирован на премию Radio Disney Music Award. Летом этого же года Карпентер отправилась в свой второй концертный тур De-Tour. Также она выступила на разогреве у Арианы Гранде во время её тура Dangerous Woman в Сан-Паулу.

### 2018–2020:Singular
16 марта 2018 года вышла совместная песня с британским продюсером и диджеем Джонасом Блу «Alien». 6 июня 2018 года в поддержку грядущего альбома «Singular: Act I» вышел сингл «Almost Love», а затем, 9 ноября, «Sue Me». К тому же для альбома были написаны два промо-сингла: «Paris» и «Bad Time». Впервые песня «Almost Love» была исполнена 2 июня на фестивале «Wango Tango».
9 ноября 2018 года вышел альбом «Singular: Act I». В японскую версию альбома вошли песни «Why» и «Alien», которых не было в обычной версии альбома. Альбом получил положительные рецензии критиков. Он дебютировал с 103 места в Billboard 200 и с 38 места в чарте Top Album Sales. В Великобритании альбом достиг 48 места, а в Австралии 20-го. В марта 2019 года состоялся «Singular Tour» в поддержку альбома. Тур начался в Орландо 2 марта 2019 года. В процессе тура Сабрина также исполнила некоторые песни из следующего альбома.
Для второй части альбома Singular было выпущено три сингла: «Pushing 20», «Exhale» и «In My Bed», а также один промо-сингл «I'm Fakin». Одна из песен альбома была записана совместно с Saweetie. «Singular: Act II» был выпущен 19 июля 2019, дебютировал с 138-го места в Billboard 200 и с 24 места в Top Album Sales. Также альбом достиг 53 места в британском чарте Album Downloads, 55 места во французском и 13 места в австралийском чартах. Из всех синглов альбома в чартах побывал только «Exhale», который достиг 35 места в Recorded Music NZ. Альбом получил в целом положительные отзывы музыкальных критиков.

### 2021–2023:Emails I Can't Send
В январе 2021 года Сабрина рассказала, что подписала контракт с Island Records. Первым синглом под новым лейблом стала песня «Skin», вышедшая 22 января 2021 года. Песня дебютировала на 48 месте Billboard Hot 100, что стало первым попаданием Сабрины в этот чарт. После этого песня достигла пика на 33 месте. Сингл продержался в чарте 4 недели. Кроме того, песня достигла 12 места в Ирландии, 28 места в Великобритании, 1 места в Recorded Music NZ.
9 сентября 2021 года вышел сингл «Skinny Dipping», который стал первым для пятого альбома Сабрины. Следующим синглом стал «Fast Times», вышедший 18 февраля 2022 года. Пятый альбом Сабрины «Emails I Can't Send» вышел 15 июля 2022 года. Альбом достиг 23-го места Billboard 200. Для продвижения альбома вышло ещё два сингла — «Vicious» и «Nonsense». «Nonsense» достиг 36 места в Billboard Hot 100 и оставался в чарте 55 недель. Сингл был сертифицирован RIAA как платиновый, а также вошёл в десятку лучших в Pop Airplay. 15 августа 2022 года Сабрина анонсировала «Emails I Can't Send Tour», который состоялся в сентябре.
В 2022 году Сабрина появилась в фильмах Tall Girl 2 и Emergency (2022).
В марте 2023 года Карпентер выпустила делюкс-издание «Emails I Can't Send». В него была добавлена песня «Feather», которая в августе 2023 года была выпущена в качестве сингла. Он достиг первого места в чарте Pop Airplay и 21 места в Hot 100, где находился более 33 недель. Также «Feather» был сертифицирован как платиновый. Клип на песню был воспринят неоднозначно. Съёмки клипа проходили в действующей католической церкви. Сабрина подверглась критике, а пастор церкви был отстранён от работы. Сабрина защитилась, сообщив, что заранее запросила разрешение на съёмку.
В августе 2023 года Сабрина Карпентер выступила на разогреве для Тейлор Свифт во время 8 концертов её латиноамериканского этапа The Eras Tour. Карпентер рассказала, что выступление на разогреве у Свифт — это «сбывшаяся детская мечта».
18 августа вышел ремикс на песню «Cupid» южнокорейской гёрл-группы FIFTY FIFTY совместно с Сабриной.
17 ноября 2023 года Карпентер выпустила рождественский мини-альбом под названием «Fruitcake».

### 2024-настоящее время:Short ‘n Sweet
В марте 2024 года Карпентер приняла участие в записи сингла норвежской певицы Girl in Red «You Need Me Now?».
11 апреля 2024 года Сабрина выпустила сингл «Espresso». Песня дебютировала с десятого, а затем достигла третьего места в Billboard Hot 100. В чартах Billboard Global 200 и Pop Airplay песня три недели занимала первое место. В чарте Billboard Global Excl. US песня занимала первое место 8 недель. Также песня вошла в топ-10 в пяти странах. «Espresso» получила платиновую сертификацию.
7 июня была выпущена песня «Please Please Please». Она держалась на первом месте Billboard Global 200 две недели, достигла первого места в Billboard Hot 100. Это первая песня в карьере Сабрины, которая заняла первое место в этом чарте. Благодаря тому, что эта песня была на первом месте в британском чарте, а «Espresso» на втором, Сабрина стала первой женщиной, которая удерживала первую и вторую позиции в британском чарте синглов в течение трёх недель подряд.
«Espresso» и «Please Please Please» стали частью альбома «Short ‘n Sweet».
23 августа 2024 года Сабрина выпустила альбом «Short ‘n Sweet», в этот же день был выпущен клип на песню «Taste», вошедшую в альбом. В съёмке клипа приняла участие актриса Дженна Ортега.
Критики восприняли альбом положительно, но отметили, что новые песни не смогли стать лучше уже успешных «Espresso» и «Please Please Please».
Также альбом стал лучшим дебютом в карьере Сабрины. В первый же день альбом возглавил чарт Apple Music в 81 стране, в том числе британский и американский чарты, а также занял первое место в международных чартах Apple Music и iTunes. «Taste» дебютировал с 6 места в глобальном и со второго в американских чартах Spotify. Остальные песни из альбома также вошли в топ-20 американского и в топ-50 международного чарта Spotify и топ-30 американского чарта Apple Music. Альбом стал лучшим музыкальным релизом недели по мнению аудитории Billboard, получив почти 50 % голосов в опросе.
Для продвижения альбома Карпентер отправится в Short n' Sweet Tour в сентябре 2024 года.
Сабрина Карпентер номинирована на «Грэмми-2025» в шести номинациях, включая альбом года, песня года, запись года и лучший новый артист.
На прошедшей 2 февраля 2025 года 67-й ежегодной церемонии вручения наград «Грэмми» певица была удостоена двух премий в категориях «Лучшее сольное поп-исполнение» (за сингл «Espresso») и «Лучший вокальный поп-альбом» («Short ‘n Sweet»).
В 2025 году появилась новость, что Сабрина Карпентер может присоединиться к касту мюзикла «Мамма Mia 3!».
5 июня 2025 года Карпентер выпустила сингл «Manchild». Её седьмой студийный альбом Man’s Best Friend выйдет 29 августа 2025 года.

## Фильмография
| Год       |    | Русское название                    | Оригинальное название             | Роль                    |
| --------- | -- | ----------------------------------- | --------------------------------- | ----------------------- |
| 2011      | с  | Закон и порядок: Специальный корпус | Law & Order: Special Victims Unit | Пола                    |
| 2012      | тф | Гулливер Куинн                      | Gulliver Quinn                    | Айрис                   |
| 2012      | мс | Финес и Ферб                        | Phineas and Ferb                  | девочка                 |
| 2012      | ф  | Нубы                                | Noobz                             | Бриттни                 |
| 2012      | тф | Непрофессионал                      | The Unprofessional                | Харпер                  |
| 2013      | с  | Игры Гудвина                        | The Goodwin Games                 | юная Хлои               |
| 2013      | с  | Оранжевый — хит сезона              | Orange Is the New Black           | Джессика Веджи          |
| 2013      | ф  | Рога                                | Horns                             | Меррин Уильямс в 13 лет |
| 2013      | с  | Остин и Элли                        | Austin & Ally                     | Малышка Люси Глюкман    |
| 2013—2015 | мс | София Прекрасная                    | Sofia the First                   | Принцесса Вивиан        |
| 2014—2017 | с  | Истории Райли                       | Girl Meets World                  | Майя Харт               |
| 2016      | мс | С приветом по планетам              | Wander Over Yonder                | Мэлоди                  |
| 2016      | тф | Приключения няни                    | Adventures in Babysitting         | Дженни                  |
| 2016      | мс | Закон Мёрфи                         | Milo Murphy’s Law                 | Мелисса Чейз            |
| 2018      | ф  | Чужая ненависть                     | The Hate U Give                   | Хейли                   |
| 2019      | ф  | Дылда                               | The Tall Girl                     | Харпер Крейман          |
| 2020      | ф  | Шаг за шагом                        | Work it                           | Куин Акерман            |

## Дискография
- Eyes Wide Open (2015, Hollywood Records)
- Evolution (2016, Hollywood Records)
- Singular: Act I (2018, Hollywood Records)
- Singular: Act II (2019, Hollywood Records)
- Emails I Can’t Send (2022, Island Records)
- Short n’ Sweet (2024, Island Records)
- Man’s Best Friend (2025, Island Records)

Мини-альбомы
- Can’t Blame a Girl for Trying (2014, Hollywood Records)
- Fruitcake[англ.] (2023, Island Records)

## Награды
| Year | Association                     | Category                       | Nominated work                      | Result    |
| ---- | ------------------------------- | ------------------------------ | ----------------------------------- | --------- |
| 2015 | Radio Disney Music Awards       | Лучшая песня о любви           | «Can’t Blame A Girl For Trying»     | Победа    |
| 2016 | Radio Disney Music Awards       | Лучший гимн                    | «Eyes Wide Open»                    | Победа    |
| 2017 | Radio Disney Music Awards       | Лучшая песня о любви           | «On Purpose»                        | Номинация |
| 2018 | BreakTudo Awards                | Восходящий артист              | Сабрина Карпентер                   | Номинация |
| 2018 | Radio Disney Music Awards       | Лучшая песня о любви           | «Why»                               | Номинация |
| 2019 | BreakTudo Awards                | Международное выступление      | «Pocket Show Universal»             | Номинация |
| 2019 | iHeartRadio Music Awards        | Самый милый питомец музыканта  | Goodwin (Собака Сабрины)            | Номинация |
| 2019 | SCAD Savannah Film Festival     | Лучшая актерская игра          | «Короткая история про длинный путь» | Победа    |
| 2020 | BreakTudo Awards                | Лучшая музыка к фильму         | «Let Me Move You»                   | Номинация |
| 2023 | Fragrance Foundation Awards     | Самый популярный аромат года   | «Sweet Tooth»                       | Finalist  |
| 2023 | MTV Europe Music Awards         | Лучшие фанаты                  | Сабрина Карпентер                   | Номинация |
| 2023 | Variety Hitmakers               | Восходящая звезда              | Сабрина Карпентер                   | Победа    |
| 2024 | BMI Pop Awards                  | Самая проигрываемая песня года | «Cupid (Twin version)»              | Победа    |
| 2024 | BMI Pop Awards                  | Самая проигрываемая песня года | «Nonsense»                          | Победа    |
| 2024 | Gold Derby Music Awards         | Лучший новый артист            | Сабрина Карпентер                   | Победа    |
| 2024 | iHeartRadio Music Awards        | Лучший текст песни             | «Nonsense»                          | Номинация |
| 2024 | iHeartRadio Music Awards        | Любимый стиль тура             | Сабрина Карпентер                   | Номинация |
| 2024 | Nickelodeon Kids' Choice Awards | Любимый билет года             | «Emails I Can't Send Tour»          | Номинация |
| 2024 | Nickelodeon Kids' Choice Awards | Любимая вирусная песня         | «Espresso»                          | Победа    |